# Pradalunga

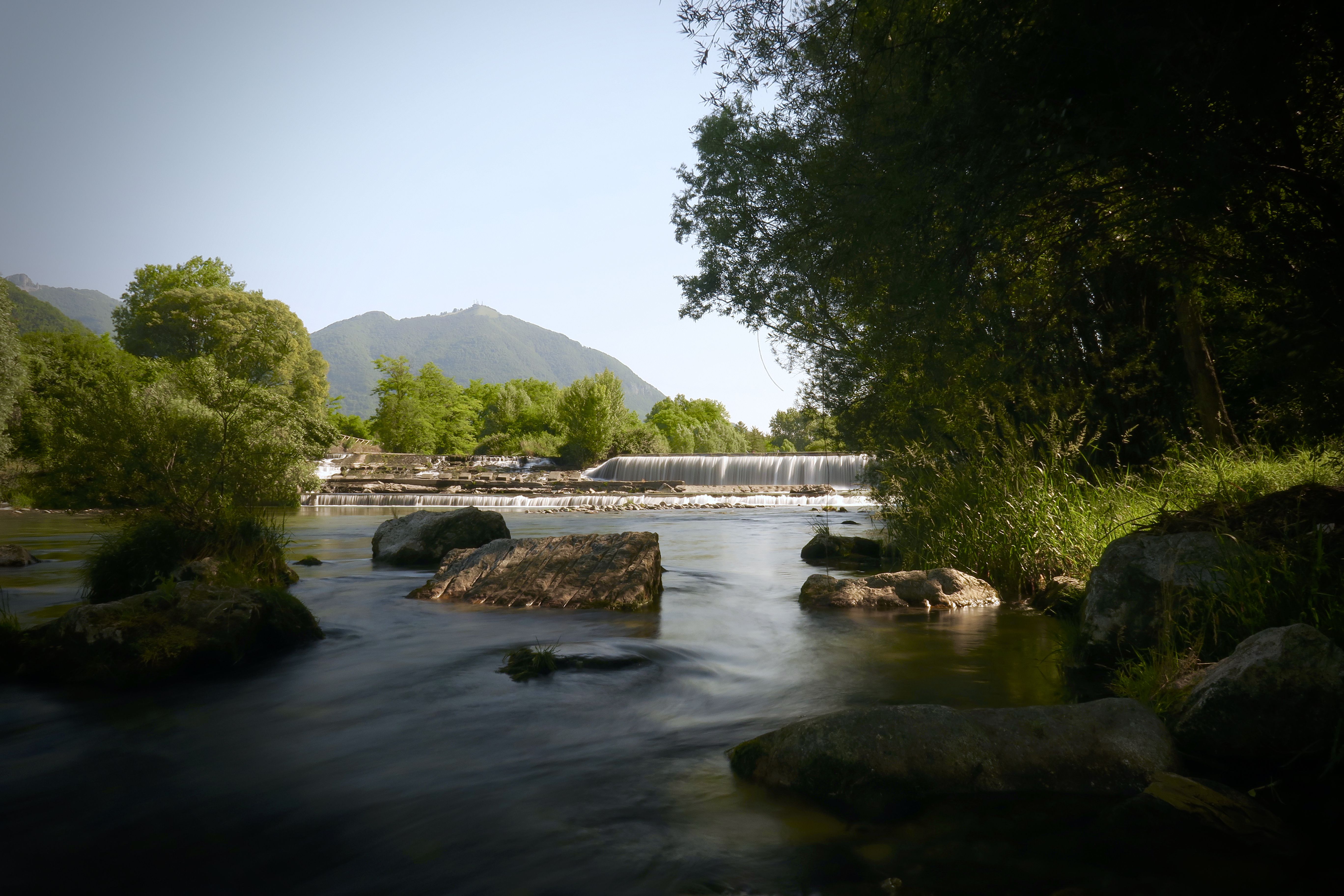
Fiume Serio lungo la ciclabile di Pradalunga

Pradalunga [pɾadaˈluŋɡa] (Pradalónga [pɾadaˈloŋɡa] o Prédalónga [pɾedaˈloŋɡa] in dialetto bergamasco) è un comune italiano di 4 505 abitanti della Val Seriana, in provincia di Bergamo, in Lombardia.
Si trova sulla sinistra orografica del fiume Serio e fa parte della Comunità montana della Valle Seriana.

## Geografia fisica

### Il territorio
Paese adagiato ai piedi del monte Misma, una delle prime propaggini delle Prealpi Orobie, si estende longitudinalmente seguendo l'andamento della valle in cui è inserito, formando oramai un unico nucleo abitativo con la frazione Cornale, posta a sud del capoluogo.
Il contesto è caratterizzato dalla presenza di grandi quantità di itinerari naturalistici, che vanno dalle passeggiate nelle aree adiacenti al fiume Serio, dove recenti interventi hanno permesso la costruzione di una pista ciclopedonale che ha rivalorizzato aree negli ultimi anni soggette a degrado, tanto che ora vi stazionano stabilmente colonie di varie specie di animali (tra tutti gabbiani ed aironi cenerini), che sembravano scomparse dalla zona.
Questa zona è stata inclusa in un Parco locale di interesse sovracomunale denominato NaturalSerio, che comprende tutta la sponda orografica del fiume appartenente al comune di Pradalunga, estendendosi poi sul versante opposto fino al comune di Ranica.
Anche i boschi che sovrastano l'abitato caratterizzano notevolmente il paesaggio e la vita della comunità stessa, attenta a conservarne il patrimonio naturalistico. I luoghi di maggior richiamo in questo ambito sono lo stesso monte Misma, il colle della Forcella e l'annessa valle detta Sbardellata, la Furca e la località Spersiglio, dove è presente una caratteristica fattoria, da cui si può accedere alle distese erbose di Pradale, prati che formano una grande terrazza naturale che sovrasta la zona collinare di Scanzorosciate, e che permette una visuale mozzafiato sia sulla valle che sulla pianura, nonostante la ridotta altitudine.

## Origini del nome
Vi sono due versioni: secondo la prima, l'origine del nome sarebbe da collegare all'esistenza di lunghi prati tra il fiume ed il monte Misma; la seconda, più accreditata, sarebbe riconducibile a Preda longa (in dialetto "Pietra lunga"), a ricordo dell'attività legata all'estrazione delle pietre coti.

## Storia
I primi insediamenti stabili su questi territori risalgono all'epoca romana, quando si svilupparono piccoli insediamenti abitativi legati all'estrazioni delle pietre coti. A tal riguardo esistono citazioni di Plinio il Vecchio, che raccontano di grande fervore di traffici economici, legati al commercio del suddetto materiale, nelle zone circostanti al monte Misma. Il paese non ebbe tuttavia un grande sviluppo, risentendo prima del declino dell'impero romano, poi delle invasioni barbariche. Nel corso dell'VIII secolo si verificò l'inizio della dominazione longobarda, di cui tuttavia non ci sono giunti documenti o resti. L'epoca medievale vide il borgo avere un discreto incremento demografico, dovuto alle migliorate condizioni di vita della popolazione; ed è a quel periodo storico che risalgono le prime documentazioni che ne attestano l'esistenza.
Tuttavia l'importanza amministrativa era limitata, considerato che il paese faceva riferimento al vicino borgo di Nembro, da cui ha ottenuto l'autonomia soltanto nel 1580. Anche la frazione Cornale ha spesso gravitato nell'orbita delle istituzioni nembresi, da cui si separò una prima volta, acquisendo l'autonomia amministrativa, nel 1594 per esservi poi riaccorpata nel XIX secolo. Qualche decennio più tardi venne invece aggregata definitivamente a Pradalunga, causando sovente episodi di campanilismo tra le due comunità.
I secoli successivi al medioevo furono contrassegnati dalla dominazione della Repubblica di Venezia, che favorì i traffici ed i commerci. A quel periodo risalgono alcune contrade, tra le quali spiccano la Ripa e la Vassalli che, poste nella parte alta del paese, conservano piccoli esempi di fortificazioni.
I successivi secoli videro alternarsi la dominazione francese (dal 1797) e quella austriaca (dal 1815), fino all'istituzione del Regno d'Italia, costituitosi nel 1861 grazie alla spedizione dei Mille, a cui partecipò anche il cittadino pradalunghese Daniele Piccinini, a cui oggi è intitolata la via principale del centro storico del paese.
Tuttavia la popolazione mantenne sempre una condizione economica molto modesta ma dignitosa, sbarcando il lunario con il lavoro nei campi e quello nelle miniere. Queste attività, unite, nel XIX secolo, all'apertura di una miniera di marna da cemento, trasformò il paese, fino ad allora un borgo rurale di agrocoltori e contadini, in un paese sviluppato di manovali specializzati, con conseguente sviluppo economico e demografico.
Negli ultimi decenni non si sono verificati episodi di rilievo, ma si è assistito ad una radicale trasformazione delle usanze e delle occupazioni professionali, che hanno dato al paese una connotazione industriale ed artigianale.
Un ulteriore impulso venne dalla realizzazione della Ferrovia della val Seriana che, inaugurata nel 1884, rimase operativa fino al 1967, anno in cui venne smantellata. Sulla sede su cui questa scorreva, limitatamente al tratto che da Bergamo giunge ad Albino, nel 2009 è stata inaugurata una linea di metropolitana leggera denominata Tranvia Bergamo-Albino, che ha assunto una certa importanza per via della sua fermata lungo la linea.

### Simboli
Lo stemma di Pradalunga è molto antico ed è utilizzato dal Comune anche se privo di formale decreto di concessione.
Il gonfalone è un drappo di azzurro.

## Monumenti e luoghi d'interesse

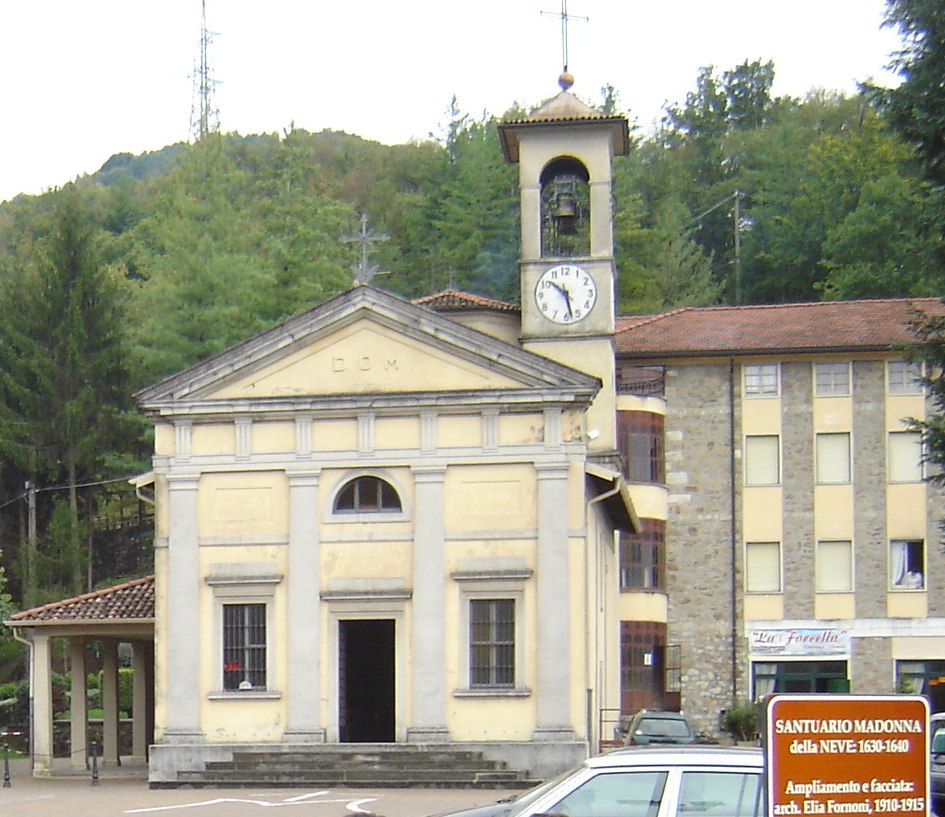
Santuario della Forcella

Nel paese esistono luoghi di particolare richiamo sia in ambito religioso che storico, importanti sia per gli abitanti che per i cosiddetti forestieri.
Il sito di maggior interesse è il santuario della Madonna della Neve (perché inaugurata il 5 agosto del 1640, giorno dedicato alla Madonna della Neve), detto anche santuario della Forcella per via dell'omonimo colle su cui è posto, ad un'altezza di 630 metri s.l.m. Edificato in posizione panoramica, sulla strada che congiungeva Pradalunga con le cave di estrazione delle coti, nel corso del XVII secolo quando, in seguito alla grande epidemia di peste di manzoniana memoria, la popolazione volle ringraziare la Madonna, dopo essersi a lei rivolti durante la pestilenza.
Ampliato all'inizio del XX secolo su progetto di Elia Fornoni, all'interno conserva un dipinto di autore ignoto della Madonna Addolorata inizialmente collocato in una cappella eretta dove ora si trova la chiesa.
Sempre nel capoluogo si trova anche la chiesa parrocchiale, dedicata ai santi Cristoforo e Vincenzo, edificata nel 1740 su progetto di Giovan Battista Caniana. Al suo interno troviamo opere di Giovan Battista Moroni, di Gian Paolo Lolmo, di Ponziano Loverini e di Emilio Nembrini. Sono presenti anche due angeli in legno di scuola fantoniana e i due altari laterali in marmo.

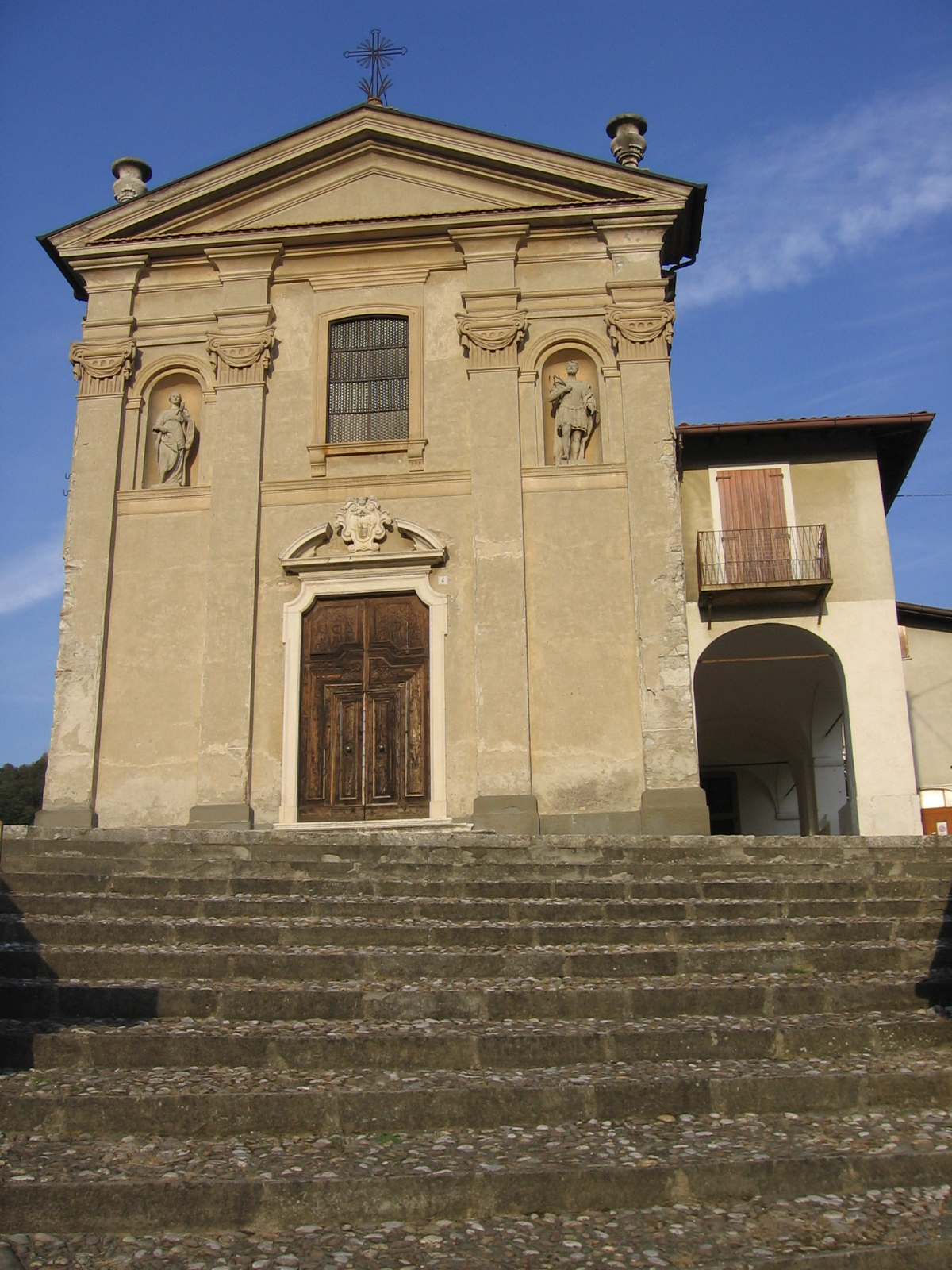
"Chiesa Vecchia" di Cornale

Sempre in ambito religioso, nella frazione Cornale si trovano sia la chiesa dei Santi Fermo e Rustico (nota ai più come chiesa vecchia) e la parrocchiale di Santa Lucia.
Quest'ultima venne costruita nella seconda metà del XX secolo e conserva colonne in marmo, sculture di Ernesto Coter e alcuni dipinti di Enea Salmeggia.
Molto caratteristico è il centro storico del borgo, costituito da vie strette ed edifici in muratura e ciottoli di fiume, ravvicinati tra loro tanto da costituire piccole corti in perfetto stile rustico.
Di notevole importanza sono inoltre le cave di pietre coti. Utilizzate per l'affilatura degli utensili da taglio, spade e lame, hanno rappresentato da sempre la principale fonte di sussistenza della popolazione. In tal senso si tramanda che le cave fossero già utilizzate in epoca romana, permettendo la formazione di primordiali nuclei abitativi. Specialmente nella cosiddetta valle dei prigionieri (nei pressi del santuario della Forcella) venivano inviati appunto dei prigionieri addetti all'estrazione ed alla lavorazione delle suddette pietre.
In tal senso sono tuttora ben visibili grandi ammassi di pietre che altro non sono che gli scarti delle lavorazioni stesse accumulate nel corso dei secoli. Questo materiale, venne esportato e conosciuto in tutto il mondo, tanto da far guadagnare agli abitanti del paese il soprannome di coderocc, ovvero i cavatori di pietre.
La tradizione minatoria nei secoli si è consolidata, rimanendo intatta fino all'immediato dopoguerra, quando l'utilizzo delle pietre coti andò sempre più diminuendo. E anche Pradalunga, che fino ad allora si era ritagliata uno spazio rilevante nel commercio di quel materiale, ridimensionò sempre più le proprie attività, fino a farle sparire sul finire del XX secolo. Di questo passato restano le abitudini degli anziani e le tradizioni legate a santa Barbara, patrona dei minatori, in occasione della cui ricorrenza si svolgeva una grande festa. È inoltre presente un piccolo museo delle pietre coti (privato ma visitabile su richiesta), in cui sono raccolti strumenti di lavoro, testi e documenti volti a conservare la memoria storica del piccolo paese.

## Società

### Evoluzione demografica
Abitanti censiti

### Etnie e minoranze straniere
Gli stranieri residenti nel comune sono 284, ovvero il 6,2% della popolazione. Di seguito sono riportati i gruppi più consistenti:
1. Senegal, 57
2. Marocco, 55
3. Albania, 33
4. Romania, 28

## Infrastrutture e trasporti
Già storicamente servita dalla ferrovia della Val Seriana, attiva su questa tratta fra il 1884 e il 1967, sul sedime di quest'ultima è in esercizio dal 2009 la tranvia Bergamo-Albino.

## Amministrazione
| Periodo          | Periodo           | Primo cittadino     | Partito        | Carica                  | Note |
| ---------------- | ----------------- | ------------------- | -------------- | ----------------------- | ---- |
| 26 luglio 1905   | 1910              | Placido Valoti      |                | Sindaco                 |      |
| 1910             | 1912              | Edoardo Gavazzi     |                | Sindaco                 |      |
| 1912             | 1914              | ?                   |                | Commissario prefettizio |      |
| 1914             | 1920              | Giuseppe Valoti     |                | Sindaco                 |      |
| 1920             | 1926              | Edoardo Gavazzi     |                | Sindaco                 |      |
| 14 maggio 1926   | 26 novembre 1928  | Edoardo Beltrachini |                | Podestà                 |      |
| 27 novembre 1928 | 3 marzo 1934      | Edoardo Gavazzi     |                | Podestà                 |      |
| 4 marzo 1934     | 23 novembre 1937  | Roberto Chiodelli   |                | Podestà                 |      |
| 24 novembre 1937 | ?                 | Angelo Longhi       |                | Commissario Prefettizio |      |
| ?                | 4 aprile 1942     | Angelo Longhi       |                | Podestà                 |      |
| 5 aprile 1942    | 30 dicembre 1943  | Roberto Chiodelli   |                | Commissario prefettizio |      |
| 30 dicembre 1943 | 12 agosto 1944    | Giuseppe Valoti     |                | Commissario prefettizio |      |
| 13 agosto 1944   | 29 aprile 1945    | Giuseppe Valoti     |                | Podestà                 |      |
| 30 aprile 1945   | 1946              | Gioachino Nembrini  |                | Sindaco                 |      |
| 1946             | 16 novembre 1947  | Santo Bonini        |                | Sindaco                 |      |
| 17 novembre 1947 | 1951              | Alfonso Rossi       |                | Sindaco                 |      |
| 1951             | 17 ottobre 1952   | Santo Bonini        |                | Sindaco                 |      |
| 18 ottobre 1952  | 1956              | Mario Balini        |                | Sindaco                 |      |
| 1956             | 1960              | Alfonso Rossi       |                | Sindaco                 |      |
| 1960             | 26 aprile 1961    | Alfonso Rossi       |                | Sindaco                 |      |
| 1961             | 29 settembre 1964 | Mario Valoti        |                | Sindaco                 |      |
| 1964             | 1970              | Mario Valoti        |                | Sindaco                 |      |
| 1970             | 1975              | Mario Valoti        |                | Sindaco                 |      |
| 1975             | 21 dicembre 1975  | Gioachino Mutti     |                | Sindaco                 |      |
| 7 maggio 1976    | 1980              | Alessandro Cortesi  |                | Sindaco                 |      |
| 1980             | 1985              | Pietro Persico      | DC             | Sindaco                 |      |
| 1985             | 1990              | Gioachino Mutti     | DC             | Sindaco                 |      |
| 1990             | 1995              | Mario Birolini      | DC             | Sindaco                 |      |
| 1995             | 1999              | Luigina Balini      | lista civica   | Sindaco                 |      |
| 1999             | 11 giugno 2004    | Alessandro Cortesi  | centrosinistra | Sindaco                 |      |
| 12 giugno 2004   | 6 giugno 2009     | Domenico Piazzini   | centrosinistra | Sindaco                 |      |
| 7 giugno 2009    | 25 maggio 2014    | Matteo Parsani      | centrodestra   | Sindaco                 |      |
| 26 maggio 2014   | in carica         | Natalina Valoti     | lista civica   | Sindaco                 |      |